# 本城村 (新潟県)
本城村（ほんじょう むら / そん）は、かつて新潟県南蒲原郡にあった村。

## 沿革
- 1889年（明治22年）4月1日 - 町村制の施行により、南蒲原郡五明村、東本成寺村、新保村、曲淵村、四日町村及び西本成寺村の区域をもって、南蒲原郡本城村が発足する。
- 1901年（明治34年）11月1日 - 南蒲原郡本城村、槻田村及び金子村が合併して、南蒲原郡本城寺村が発足する。